# Malokurilská zátoka
Malokurilská zátoka (rusky Малокурильская бухта, Malokurilskaja buchta) je mořská zátoka na severním pobřeží kurilského ostrova Šikotan v Sachalinské oblasti v Rusku.
Vstup do zátoky je ohraničen mysem Dumnova a mysem Trezubec. Zátoka se otevírá severním směrem a zasahuje až 1 km do vnitrozemí ostrova. Šířka vstupu do zátoky je cca 350 m. Hloubka u vstupu je až 15 m.
Na břehu zátoky se nachází sopka Šikotan (405 m), na jejímž svazích roste tajgová vegetace. Pobřeží je převážně nízké, mírně se svažující a písčité. Do zátoky ústí několik potoků.
Na pobřeží Malokurilské zátoky se nachází vesnice Malokurilskoje s mořským přístavem, kde mohou kotvit i velké lodě. V zátoce jsou pravidelně prováděny bagrovací práce.
Výška přílivu v zátoce je 1,0 m.